# Sông Bôi
Sông Bôi là một con sông chảy qua 2 tỉnh Hòa Bình và Ninh Bình, sông là nhánh chính đổ vào sông Hoàng Long nên đôi khi nó cũng được gọi là sông Hoàng Long. Có 2 nguồn nước khoáng đổ vào thượng lưu và hạ lưu sông Bôi là nước khoáng Kim Bôi (Hòa Bình và nước khoáng Kênh Gà (Ninh Bình).

## Dòng chảy

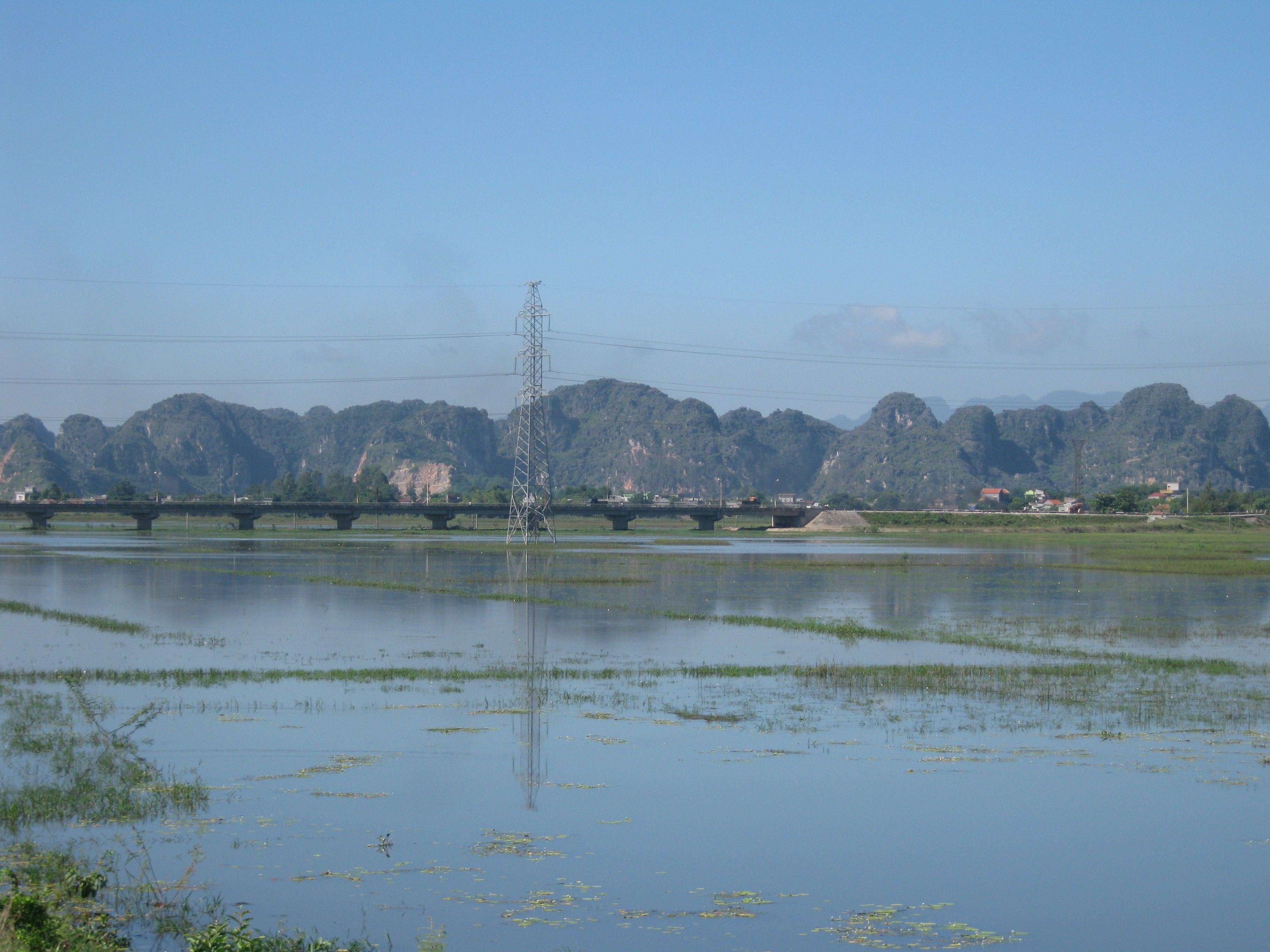
Cầu Đế bắc qua sông Bôi nối Gia Tường và Gia Hưng

Có thể coi sông Bôi bắt nguồn từ 2 nhánh chính như sau:
- Nhánh tả sông Bôi bắt nguồn từ xã Độc Lập ở phía Đông thành phố Hòa Bình, gồm rất nhiều dòng suối tạo thành, chảy qua các xã Độc Lập, Đú Sáng, Bình Sơn, Xuân Thủy rồi hợp lưu với nhánh hữu Bôi tại xã Thượng Bì. Các phụ lưu ở nhánh này gồm các suối: Sòng, Mùi, Sào, Cuối, Quèn Kẻo, Rút, Sáng Ngọc, Đúc, Khuộc, Mí, Sóng, Đông Ngoài, Măng, Mùn Dài, Khét, Rếch, Rèo, Đáy... và suối chính là suối Bãi Ma.
- Nhánh hữu sông Bôi cũng bắt nguồn từ nhiều dòng suối vùng Núi Hang (thuộc xã Hợp Tiến, huyện Kim Bôi), ở độ cao 300 m, chảy qua các xã Hợp Tiến, Vĩnh Đồng, thị trấn Bo rồi hợp lưu với nhánh tả Bôi tại xã Xuân Thủy. Các phụ lưu ở nhánh này gồm các suối: Đáy, Rộc Vá, Lồi, Cheo, Cả, Khang, Bãi Lau, Chiêng... Đoạn từ cầu Chiêng trên quốc lộ 12A đến xã Thượng Bì là nơi khai thác suối khoáng Kim Bôi.

Từ xã Thượng Bì, sông Bôi chảy qua các huyện Kim Bôi, Lạc Thủy (tỉnh Hòa Bình) và làm ranh giới giữa các huyện Nho Quan, Gia Viễn (tỉnh Ninh Bình). Cùng với sông Lạng, sông Bôi hợp lưu vào sông Hoàng Long tại giáp ranh giữa xã Đức Long (huyện Nho Quan) và xã Gia Phú (huyện Gia Viễn).
Chiều dài tổng cộng khoảng 127 km. Diện tích lưu vực 1.550 km², độ cao trung bình 173 m, độ dốc 9,6%. Mật độ sông suối 0,81 km/km². Tổng lượng nước 1,43 km³ tương ứng với lưu lượng trung bình 44,7 m³/s.

## Các sông nhánh
Sông Bôi đổ nước vào sông Hoàng Long tại Kênh Gà, sông Hoàng Long lại đưa nước vào sông Đáy tại Gián Khẩu. Như vậy sông Bôi là phụ lưu cấp 1 của sông Hoàng Long và là phụ lưu cấp 2 của sông Đáy. Đến lượt mình, sông Bôi lại có rất nhiều các phụ lưu cấp 1 và cấp 2 hợp thành trên dọc chiều dài dòng chảy.